# Al-Anbar
Al-Anbar, arabisch الأنبار al-Anbār, ist eines der 18 irakischen Gouvernements. Die Hauptstadt ist Ramadi. Mit einer Fläche von 138.501 km² ist al-Anbar das größte Gouvernement im Irak. Die Einwohnerzahl beträgt 1.658.000 (Stand 2009). Es grenzt im Norden an Syrien, im Westen an Jordanien und im Süden an Saudi-Arabien. Zu den bekanntesten Städten in al-Anbar gehört Falludscha. Die ehemalige Bezeichnung dieses Gouvernements lautete vor 1962 ad-Dulaim, nach dem gleichnamigen sunnitischen Volksstamm. Ab 1962 hieß das Gouvernement Ramadi. 1970 wurde das Gouvernement al-Badiya al-Schamaliyya („Die nördliche Wüste“) zugeschlagen. Ab 1976 erhielt es den aktuellen Namen. Später wurde noch ein großer Teil des Gouvernements Kerbela angegliedert.

## Der Name
Der Name des Gouvernements ist von einer Stadt übernommen, die sich ursprünglich auf seinem Gebiet befand und deren Ruinen noch heute 5 Kilometer nordwestlich von Falludscha zu besichtigen sind. Diese Stadt al-Anbār (ursprünglich Peruz Schapur) wurde im 3. Jahrhundert von Schapur I. gegründet und war vor der arabischen Eroberung im Jahre 634 die zweitgrößte Stadt des Irak. Nach der mongolischen Invasion wurde sie im 14. Jahrhundert aufgegeben.

## Bevölkerung
In al-Anbar liegt der größte Teil des sogenannten sunnitischen Dreiecks. Der sunnitische Widerstand gegen die amerikanische Militärpräsenz im Irak nach dem Irakkrieg war in dieser Provinz größer als in jeder anderen des Landes. In der Provinz dominiert der Clan der Dulaimi, der auch zu den Hauptunterstützern des alten Baathregimes gehörte.
Es wird geschätzt, dass ca. 90 Prozent der Einwohner sunnitisch sind. Die restlichen zehn Prozent bilden Schiiten und Christen.
Am 15. Oktober 2005 stimmten von 259.919 Wählern 96,96 % mit Nein und gegen die Annahme der neuen Verfassung.
Aufgrund zahlreicher der al-Qaida zugeschriebener Unruhen, die viele Opfer in der Zivilbevölkerung forderten, wurde im September 2006 die von der US-Marineinfanterie unterstützte „Anbar-Rettungsfront“ unter Führung von Scheich Abd as-Sattar Abu Rischa gegründet, der 42 sunnitische Stämme der Provinz angehören (Stand: September 2007).
Abu Rischa, der als einer der größten Verbündeten der USA im Irak galt, wurde am 13. September 2007 bei einem Attentat der al-Qaida ermordet. Sein Bruder wurde zum Nachfolger ernannt.

## Distrikte
Die Provinz besteht aus den Distrikten:
- Ana
- al-Falludscha
- Haditha
- Hit
- al-Qa'im
- ar-Ramadi
- Rawa
- ar-Rutba

## Dörfer und Städte (Auswahl)
- al-Qa'im
- Ana
- ar-Rutba
- Chan al-Baghdadi
- Falludscha
- al-Habbaniyya
- Haditha
- Hīt
- Kabisa
- Ramadi
- Rawa